# Cristian Ramírez
Cristian Leonel Ramírez Zambrano (Santo Domingo de los Tsáchilas, 12 augustus 1994) is een Ecuadoraans voetballer die bij voorkeur als linksback speelt. Hij verruilde in januari 2013 Independiente voor Fortuna Düsseldorf.

## Clubcarrière
Ramírez debuteerde op 28 augustus 2011 in de Ecuadoraanse competitie voor Independiente tegen El Nacional. Zijn prestaties werden ook opgemerkt in Europa, wat hem proefperiodes opleverde bij Borussia Dortmund en Tottenham Hotspur. Op 25 mei 2013 tekende hij een driejarig contract bij Fortuna Düsseldorf, op dat moment actief in de 2. Bundesliga.

## Interlandcarrière
Ramírez werd door Ecuador opgeroepen voor de vriendschappelijke wedstrijden tegen Argentinië en Honduras op 15 en 20 november 2013. Hij debuteerde voor Ecuador tegen Honduras, waar hij na 82 minuten mocht invallen voor Renato Ibarra.
1 Agkatsev ·
3 Tormena ·
4 Costa ·
5 Castaño ·
6 Pina ·
7 Sá ·
8 Kozlov ·
9 Córdoba ·
10 Spertsjan  ·
11 Batxi ·
13 Djoepin ·
15 Olaza ·
18 Gazinski ·
19 Smolov ·
20 González ·
31 Kaio ·
33 Aroetjoenjan ·
40 Olusegun ·
53 Tsjernikov ·
62 Kovalevsky ·
88 Krivtsov ·
90 Cobnan ·
96 Koksjarov ·
98 Petrov ·
Coach: Moesajev